# ورقة عليا
ورقة عليا (بالفارسية: ورقه علیا) هي منطقة سكنية تقع في قسم ورقه الريفي في إيران. يقدر عدد سكانها بـ 448 نسمة .